# Gauertal
Koordinaten: 47° 2′ 0″ N, 9° 50′ 0″ O

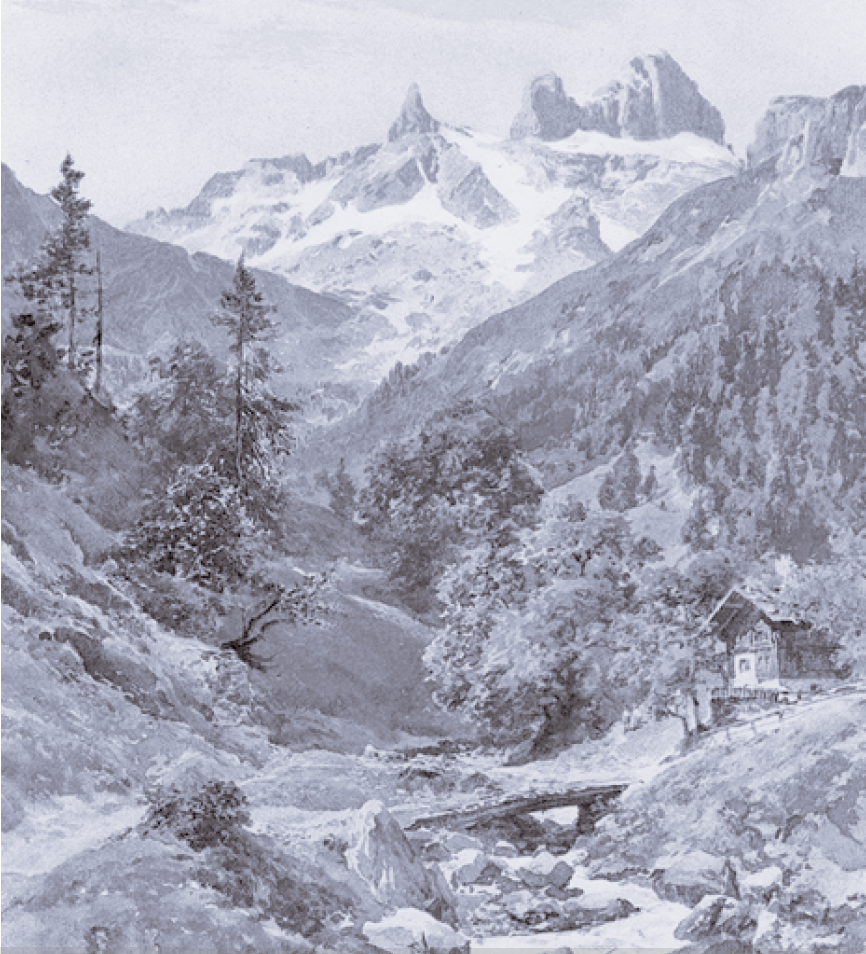
Blick durch das Gauertal auf die Drei Türme (von Edward Theodore Compton)

Das Gauertal ist ein Hochgebirgstal am Nordhang des Rätikon in der Gemeinde Tschagguns.

## Topographie

Stall auf Wachters Dieja mit an der Außenwand aufgehängten Stangen zum Trocknen des Heus

Es liegt in Vorarlberg und ist ein linkes Seitental des Montafons. Das Tal wird vom Gebirgsfluss Rasafei durchflossen.

## Geologie
Auf kleinem Raum queren das Tal von Latschau bis zur Lindauer Hütte verschiedene geologische Einheiten der ostalpinen Decken (Nördliche Kalkalpen und Altkristallin) im Rätikon. Die Geologie dieses Gebiets weist durch die Lage in einem tektonischen Grenzbereich eine Zergliederung in einzelne Schollen auf – verbunden mit Störungen, Scherklüften und Brüchen.

## Besiedlung
Im unteren Teil des Gauertals befindet sich das Gauertalhaus der Naturfreunde. Im Gauertal liegt die Alpe Latschätz, die obere und untere Sporaalpe sowie die beiden Maisäß-Siedlungen Plazadels und Wachters Dieja. Mittig steht die Lindauer Hütte auf 1744 m als Ausgangspunkt zur Drusenfluh (2827 m), den Drei Türmen (2830 m) und von der Sulzfluh (2818 m).